# The Entrance
The Entrance är en del av en befolkad plats i Australien. Den ligger i kommunen Wyong Shire och delstaten New South Wales, i den sydöstra delen av landet, omkring 64 kilometer nordost om delstatshuvudstaden Sydney.
Närmaste större samhälle är Bateau Bay, nära The Entrance. Genomsnittlig årsnederbörd är 1 393 millimeter. Den regnigaste månaden är februari, med i genomsnitt 222 mm nederbörd, och den torraste är juli, med 42 mm nederbörd.